# Isthmian Football League Division One South
L'Isthmian Football League Division One South est un championnat anglais de non-league football mis en place par l'Isthmian Football League en 2002. Classé au huitième rang du système pyramidal anglais, la division se situe au même niveau que l'Isthmian Football League Division One North. Les champions sont promus en Isthmian Football League Premier Division tandis que les clubs de bas de tableau sont relégués au neuvième niveau du système pyramidal.

## Histoire
Le championnat, baptisé First Division South, ainsi que la First Division North, furent créés en 2002. Les deux nouvelles divisions se composèrent de clubs provenant de la First Division, qui fut officiellement supprimée, et de la Second Division. Le motif de cette restructuration fut la volonté de l'Isthmian Football League de réduire les distances entre ses clubs. En 2004, la création de la Conference South réduisit le nombre de clubs d'Isthmian Football League et le National League System (NLS) redessina la structure pyramidale. La First Division South et la First Division North fusionnèrent redonnant naissance à la First Division. Mais, avec l'introduction de la deuxième phase du plan de restructuration du NLS de 2006, les First et Second Division furent de nouveau supprimées, remplacées par les Division One South et Division One North.
Pour la saison 2018-19, la ligue est divisée en South Central Division et South East Division.

## Palmarès
| Saison    | Nom du championnat                                   | Champion                    |
| --------- | ---------------------------------------------------- | --------------------------- |
| 2002-2003 | First Division South                                 | Carshalton Athletic FC      |
| 2003-2004 | First Division South                                 | Lewes FC                    |
| 2004-2006 | Championnat supprimé, remplacé par la First Division |                             |
| 2006-2007 | Division One South                                   | Maidstone United FC         |
| 2007-2008 | Division One South                                   | Dover Athletic FC           |
| 2008-2009 | Division One South                                   | Kingstonian FC              |
| 2009-2010 | Division One South                                   | Croydon Athletic FC         |
| 2010-2011 | Division One South                                   | Metropolitan Police FC      |
| 2011-2012 | Division One South                                   | Whitehawk FC                |
| 2012-2013 | Division One South                                   | Dulwich Hamlet FC           |
| 2013-2014 | Division One South                                   | Peacehaven & Telscombe FC   |
| 2014-2015 | Division One South                                   | Burgess Hill Town FC        |
| 2015-2016 | Division One South                                   | Folkestone Invicta FC       |
| 2016-2017 | Division One South                                   | Tooting & Mitcham United FC |
| 2017-2018 | South Division                                       | Carshalton Athletic FC      |